# Kreuzsteine von Fortingall

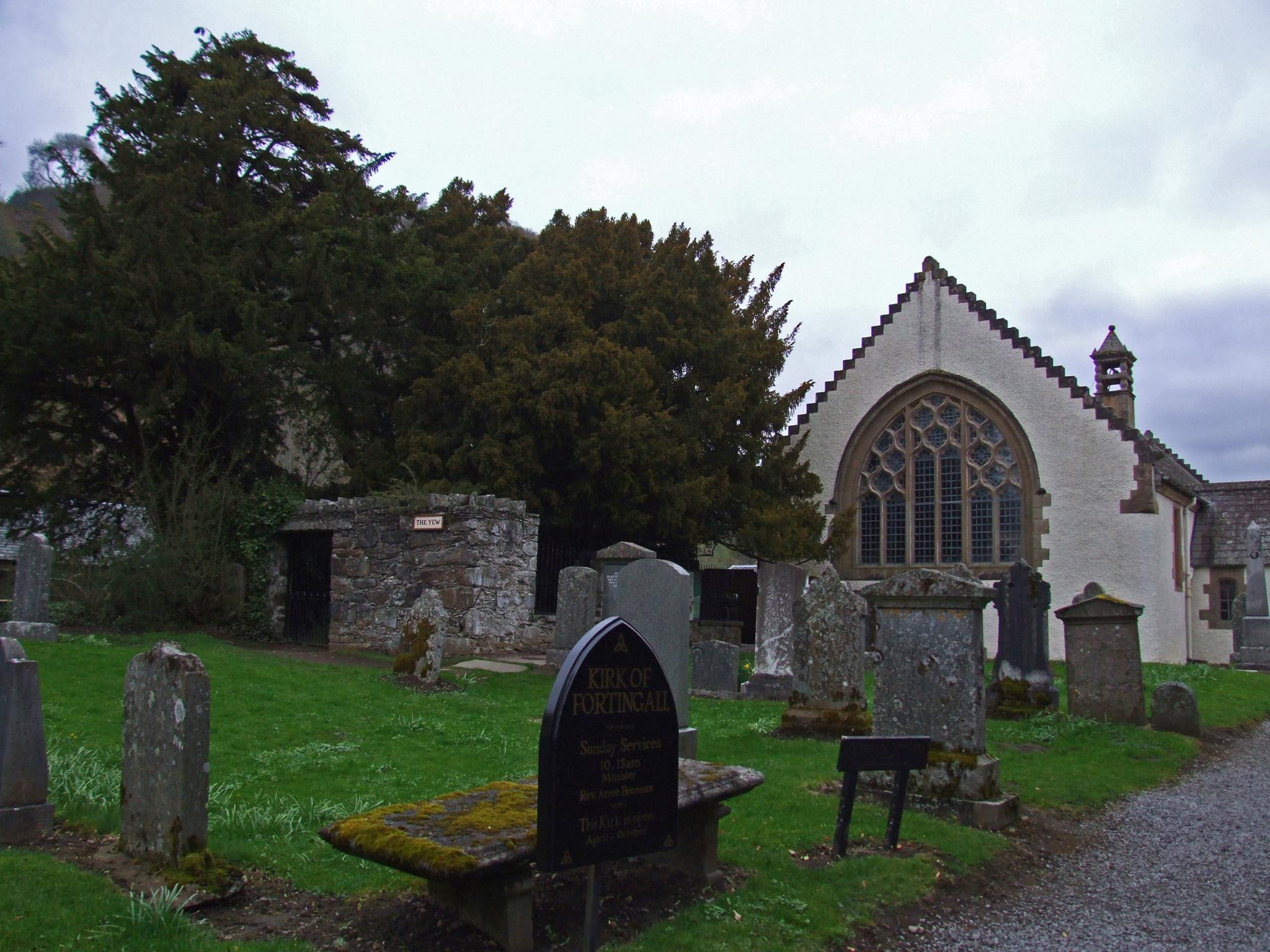
Kirche und Eibe

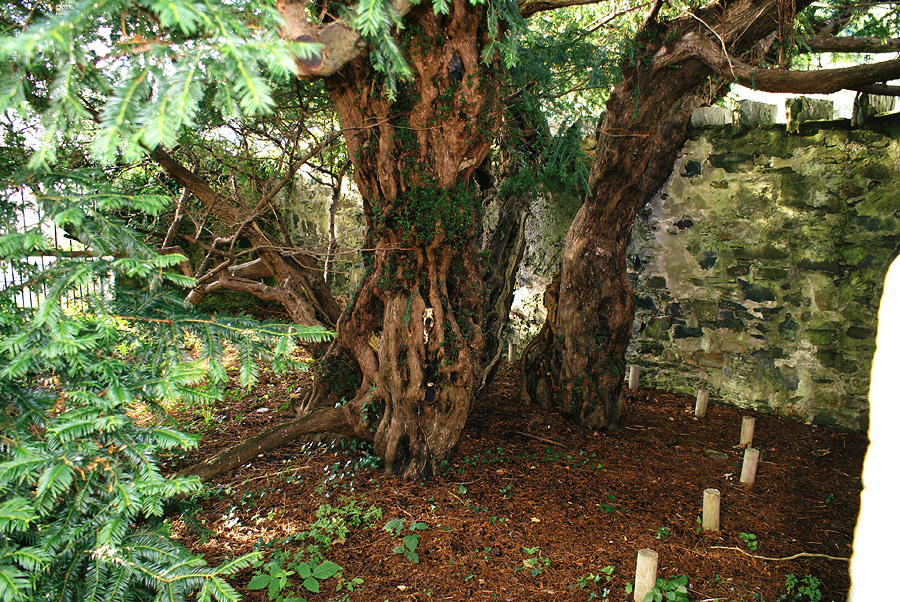
Die Eibe

Die Kreuzsteine von Fortingall befinden sich heute in der Kirche (Fortingall Parish Church) und auf dem Friedhof von Fortingall in Perthshire in Schottland. Es sind Platten mit eingeschnittenen Kreuzen (Cross Slabs) und ein Schalenstein. Die Fortingall Yew, eine wahrscheinlich weit über 2000 Jahre alte Eibe auf dem Friedhof ist definitiv älter als die Kirche und könnte so alt sein wie die nahegelegenen Steinkreise von Fortingall. Bei der Efeuräumung an der Friedhofsmauer der Fortingall Parish Church wurden drei bislang unbekannte frühmittelalterliche Skulptursteine (Nr. 9 bis 11) aus Schiefer freigelegt.

## Kreuzsteine
Fortingall No. 9 ist eine 2004 von J. Borland an der Südwand des Friedhofs gefundene, in drei Teile zerbrochen liegende Kreuzplatte mit drei stark eingetieften griechischen Kreuzen. Sie ist 1,76 m hoch, 29 bis 35 cm breit und drei Zentimeter dick. Auf dem äußersten rechten Kreuz scheint ein Zapfen abgebildet zu sein, der darauf deutet, dass die Platte in Längsrichtung ausgerichtet ist, sodass das betreffende Kreuz das oberste der Platte ist. Es sind mehrere Darstellungen von Zapfen auf Kreuzplatten bekannt.
Fortingall No. 10 ist eine 2004 von N. Robertson und J. Borland liegend gefundene, zerbrochene Kreuzplatte mit drei stark eingetieften griechischen Kreuzen. Der Stein ist 1,57 m hoch, 64 cm breit und neun Zentimeter dick. Dreifachkreuze sind auf schottischen Platten und anderen Medien in der insularen Kunst mehrfach zu finden.
Fortingall No. 11 ist ein 2004 von Mark Hall an der Südmauer des Friedhofs gefundener, beschnittener Stein mit eingeschnittenem lateinischen Kreuz. Das quadratische Fragment von 44 × 51 cm war als einer der oberen Steine in die Mauer eingefügt worden. In der Mitte der Platte befindet sich in einem leichten Winkel ein eingeschnittenes Kreuz mit Schaft von 15 × 6 cm. Vermutlich war der Stein ursprünglich ein liegender Grabstein.
Fortingall No. 12 ist eine 2005 von N. Robertson auf dem Friedhof gefundene Cross Slab mit einem eingeschnittenen griechischen Kreuz.

## Menhir
Der auf dem Friedhof stehende Menhir wurde 1903 im Donald Currie, dem Besitzer von Glenlyon Estate, gehörenden privaten Teil des Friedhofs, wenige Meter vom Stamm der Eibe entfernt, gefunden. Der Stein wurde in der Nähe der Westmauer des Gräberfeldes, etwa 25 Meter von seiner Fundstelle entfernt, aufgestellt. Der ursprünglich mit neun Schälchen (englisch cups) auf der Oberseite markierte Stein von 0,9 × 0,5 m wurde zerbrochen, so dass nur noch die Hälften zweier Schälchen übrig sind.
Der Northern Antiquarian (TNA) hat auch eine Seite mit einem mit einer Tasse markierten Stein, der auf dem Kirchhof unter den Eiben zu finden ist – siehe deren Eintrag für den Fortingall Churchyard in Perthshire, der zusammen mit Fotografien eine Anleitung zum Auffinden dieses Steins sowie eine Skizze enthält einschließlich einem kurzen Text zu Archäologie und Geschichte.

## Piktische Steine
Die 1901 beim Abriss der alten Kirche entdeckten Fragmente piktischer Kreuzplatten wurden 2002 in den Chor eingebaut. Reste von mindestens drei um 800 n. Chr. entstandenen Steinen wurden in der alten Kirche gefunden. Die Steine enthalten keine piktischen Symbole, sondern sind mit Schlüsselmustern und Triquetra-Knoten verziert. Auf der Rückseite eines Steins befinden sich Teile von Gewandfiguren, die möglicherweise kirchlich sind und mit einem frühen Kloster in Verbindung stehen. Der Stein hinter der Kanzel besteht aus drei miteinander verbundenen, gleicharmigen Kreuzen. Es handelt sich um eine seltene Form – die einzige ähnliche Platte befindet sich in der St Andrews Cathedral.

## Clach a’ Phlaigh
Der Clach a’ Phlaigh (auch Carn na Marbh oder Plague Stone genannt) südlich von Fortingall ist ein Stein, der den Hügel markiert, unter dem die Opfer der Großen Pest aus dem 14. Jahrhundert begraben wurden. Als solches ist er vermutlich nicht alt oder zumindest von seiner ursprünglichen Position entfernt worden.

## St Adamnan’s Cross
Auf beiden Seiten des St Adamnan’s Cross im Glen Lyon in Camusvrachen, westlich von Fortingall, befinden sich geschnitzte christliche Kreuze, von denen das auf der Nordseite am deutlichsten hervortritt. Der kleine plattenartige Stein steht auf einem natürlichen Hügel neben der Straße. Bei einer Höhe von 1,2 m und einer Breite von 0,5 m variiert die Dicke zwischen 0,4 m an der Basis und 0,15 m an der Spitze.